# Crocidura macowi
Crocidura macowi är en däggdjursart som beskrevs av Guy Dollman 1915. Crocidura macowi ingår i släktet Crocidura och familjen näbbmöss. IUCN kategoriserar arten globalt som otillräckligt studerad. Inga underarter finns listade i Catalogue of Life.
Denna näbbmus är bara känd från berget Ng'iro i norra Kenya. Det är inget känt om levnadssättet.